# Tapinocyba bilacunata
Tapinocyba bilacunata is een spinnensoort in de taxonomische indeling van de hangmatspinnen (Linyphiidae).
Het dier behoort tot het geslacht Tapinocyba. De wetenschappelijke naam van de soort werd voor het eerst geldig gepubliceerd in 1881 door Ludwig Carl Christian Koch.